# Jomaine Consbruch
Jomaine Consbruch, né le 26 janvier 2002 à Bielefeld, est un footballeur allemand qui évolue au poste de milieu de terrain au Greuther Fürth.

## Biographie

### En club
Formé au DSC Arminia Bielefeld, il s'y illustre dès l'été 2019, marquant notamment un but en match amical contre Norwich City. Il attire alors déjà l’intérêt de plusieurs grands clubs allemands, comme Schalke, son premier contrat se terminant en 2020.
Ayant entre-temps fait ses débuts professionnels en 2. Bundesliga, le jeune homme de 17 ans prolonge finalement son contrat avec le club de Bielefeld.

### En sélection
International avec les moins de 16 ans allemand, dont il porte même le brassard de capitaine à l'occasion d'un match contre la Tchéquie, il intègre ensuite également l'équipe des moins de 17 ans.

## Statistiques
| Saison                | Club                       | Championnat           | Championnat | Championnat | Coupe(s) nationale(s) | Coupe(s) nationale(s) | Compétition(s) continentale(s) | Compétition(s) continentale(s) | Compétition(s) continentale(s) | Play-offs | Play-offs | Coupe régionale | Coupe régionale | Total | Total |
| Saison                | Club                       | Division              | M.          | B.          | M.                    | B.                    | Comp.                          | M.                             | B.                             | M.        | B.        | M.              | B.              | M.    | B.    |
| 2019-2020             | Arminia Bielefeld          | 2.Bundesliga          | 1           | 0           | -                     | -                     | -                              | -                              | -                              | -         | -         | -               | -               | 1     | 0     |
| 2020-2021             | Arminia Bielefeld          | Bundesliga            | -           | -           | 1                     | 0                     | -                              | -                              | -                              | -         | -         | -               | -               | 1     | 0     |
| 2022-2023             | Arminia Bielefeld          | 2.Bundesliga          | 21          | 4           | 2                     | 0                     | -                              | -                              | -                              | 1         | 0         | -               | -               | 24    | 4     |
| Sous-total            | Sous-total                 | Sous-total            | 22          | 4           | 3                     | 0                     | -                              | 0                              | 0                              | 1         | 0         | 0               | 0               | 26    | 4     |
| 2020-2021             | Eintracht Brunswick (prêt) | 3.Liga                | 25          | 4           | -                     | -                     | -                              | -                              | -                              | -         | -         | 2               | 2               | 27    | 6     |
| Sous-total            | Sous-total                 | Sous-total            | 25          | 4           | 0                     | 0                     | -                              | 0                              | 0                              | 0         | 0         | 2               | 2               | 27    | 6     |
| 2023-2024             | Greuther Fürth             | 2.Bundesliga          | 10          | 0           | 2                     | 0                     | -                              | -                              | -                              | -         | -         | -               | -               | 12    | 0     |
| Sous-total            | Sous-total                 | Sous-total            | 10          | 0           | 2                     | 0                     | -                              | 0                              | 0                              | 0         | 0         | 0               | 0               | 12    | 0     |
| Total sur la carrière | Total sur la carrière      | Total sur la carrière | 57          | 8           | 5                     | 0                     | -                              | 0                              | 0                              | 1         | 0         | 2               | 2               | 65    | 10    |

## Palmarès
| DSC Arminia Bielefeld - 2. Bundesliga - Champion : 2019-20 |